# John Milnor
John Willard Milnor, né le 20 février 1931 à Orange dans le New Jersey, est un mathématicien connu pour son travail en topologie différentielle et en K-théorie.

## Biographie
En tant qu'élève à l'université de Princeton, il a été deux fois Putnam Fellow en 1949 et 1950. C'est à cette époque qu'il a démontré, indépendamment de Fáry (en)) le théorème de Fary-Milnor, à la suite du problème ouvert de l'enroulement angulaire posé comme exercice. Il a ensuite poursuivi ses études à Princeton, puis soutenu sa thèse sur l'isotopie des entrelacs sous la direction de Ralph Fox. Après son doctorat, il est resté quelque temps travailler à Princeton. Il travaille actuellement[Information douteuse] à l'université Stony Brook et son épouse, Dusa McDuff, au Barnard College.

## Travaux
Il est éditeur des Annals of Mathematics depuis 1962 et a écrit plusieurs livres très influents, dont Morse Theory, Characteristic Classes (avec Stasheff), The h-Cobordism Theorem, Dynamics in One Complex Variable, Singular Points of Complex Hypersurfaces, et le petit traité Topology from the Differentiable Viewpoint.
Son résultat le plus connu est la preuve (en collaboration avec Michel Kervaire) que la sphère de dimension 7 possède exactement 15 structures différentielles distinctes, 28 si on prend en compte l'orientation. Une sphère avec une telle structure différentielle non standard est appelée une sphère exotique. En 1961, il a donné le premier contre-exemple au Hauptvermutung (en), qui a été formulée en 1908 par Steinitz et Tietze, en construisant un espace muni de deux triangulations n'ayant pas de raffinement commun.

## Distinctions
- Médaille Fields (1962) pour son œuvre en topologie différentielle
- National Medal of Science (1967)
- Prix Leroy P. Steele pour une contribution fondatrice à la recherche (1982)
- Prix Wolf en mathématiques (1989)
- Prix Leroy P. Steele pour la vulgarisation mathématique (2004)
- Prix Abel (23 mars 2011) « pour ses travaux avant-gardistes en topologie, géométrie et algèbre »[2],[3],[4]
- Prix Leroy P. Steele pour l'ensemble d'une carrière (2011)